# نيسان آر 86 في
كانت سيارة March 86G سيارة سباق رياضية من الفئة C وIMSA GTP من إنتاج شركة مارش للهندسة ‏. 

## تطوير
تم تصنيعها ببساطة على هيئة هيكل بدون محرك، وتم تصنيفها كواحدة من ثلاث سيارات، BMW GTP أو Buick Hawk أو Nissan R86V اعتمادًا على المحرك الموجود في الهيكل والفريق الذي كان يستخدمها. كان هناك عدد من التغييرات الطفيفة في هيكل السيارة لتعكس الشركة المصنعة التي كانت تستخدم السيارة. استخدمت نيسان خمس هياكل من مارش 86 جي بينما استخدمت BMW اربع هياكل فقط